# Мулява Володимир Савович
Володимир Савович (Савелійович, Савич) Мулява (12 вересня 1937, Льгов, Курська область — 17 жовтня 2019, Київ) — український військовик та науковець. Генерал-майор. Кандидат філософських наук. Почесний гетьман Українського козацтва (з 1998); Гетьман — духовний батько Українського козацтва; член Української всесвітньої координаційної ради; член президії Товариства «Україна-Світ».

## Біографія
Народився 12 вересня 1937 року в м. Льгові на Курщині. Дитинство провів на Кіровоградщині. Закінчив Київський державний університет ім. Т. Шевченка, юридичний-економічний факультет, економіст, філософ, соціолог, психолог; аспірантуру катедри філософії Київського університету ім. Т. Шевченка.
Народний депутат України 2-го скликання з 03.1994 (1-й тур) до 04.1998, Калуський виборчий округ № 197, Івано-Франківської області, висунутий виборцями. Член Комітету з питань оборони і державної безпеки. Член групи «Конституційний центр» (до цього — член групи «Державність», координатор).
Працював доцентом катедри філософії Вінницького педагогічного інституту. За докторську дисертацію «Людина в індивіді: національне як реалізація людського роду в індивіді» його переслідували, звинувачували в «українському буржуазному націоналізмі», 7 місяців був безробітним. Організатор і президент міжобласного філософського дискусійного клубу «Істина» у Вінниці (1988 — на його основі створений Народний фронт України). Був головою Вінницької крайової ради Руху, головою Подільського руху.
- З 09.1989 — заступник голови секретаріату, з 10.1990 — заступник голови Ради колегій НРУ. Голова оргкомітету 1-го з'їзду Спілки офіцерів України.
- 12.1991-11.1993 — начальник соціально-психологічної служби, член колегії Міністерства оборони України.
- 11.1993-07.1995 — помічник Міністра оборони у зв'язках з громадськими організаціями, партіями і рухами.
- 10.1992-1998 — гетьман Українського козацтва.

Помер на 83 році життя у м. Києві 17 жовтня 2019 року.

## Автор праць
- Проблеми ділової переорієнтації діяльності Руху. «Вісник Руху», 1990, ч. 7;
- Людина в індивіді: Соціально-психологічна служба — не партполіторган. К., 1992;
- Праксеологічна актуалізація української національної ідеї (категоріально-логічний, світоглядно-філософський і соціально-психологічний аналіз). «Українознавство», 2003, № 2—3;
- «Пізнаймо правду і правда нас вільними зробить»: Козацтво і Третій гетьманат. «Гетьман», 2005, № 5;
- Феноменологія духа українства в козацтві: Пройдешнє, сучасне та прийдешнє. «Українознавство», 2006, № 2.[4]

## Нагороди та відзнаки
- Орден Святого рівноапостольного князя Володимира Великого (1998, УПЦ КП).
- Ордени «Хрест Українського козацтва (з мечами)», Золотий хрест за особливі заслуги, Золотий хрест з тризубом (ОбВУ). Бронзова і Золота Шевченківські медалі (СВУ),
- Офіцерський хрест з мечами (СОУ).
- Хрест Союзу українських вояків у Канаді.
- Орден «За заслуги» III ступеня (12.1999)[5].
- Відзнака Президента України — Хрест Івана Мазепи (лютий 2010)[6].